# Sant’Angelo di Piove di Sacco
Sant’Angelo di Piove di Sacco ist eine norditalienische Gemeinde (comune) mit 7289 Einwohnern (Stand 31. Dezember 2023) in der Provinz Padua in Venetien. Die Gemeinde liegt etwa 12 Kilometer südöstlich von Padua. Die Adria (bzw. die Laguna Veneta) liegt etwa 10 Kilometer in östlicher Richtung. Sant’Angelo di Piove di Sacco grenzt unmittelbar an die Provinz Venedig.

## Wirtschaft und Verkehr
Der Südwesten der Gemeinde wird von der früheren Strada Statale 516 Piovese von Padua nach Chioggia durchquert.
Die frühere Airline Alpi Eagles hatte hier ihren Sitz.

## Söhne und Töchter der Stadt
- Marco Tasca (* 1957), römisch-katholischer Ordensgeistlicher und Erzbischof von Genua